# The Unbelievable Truth (radioprogramma)
The Unbelievable Truth is een komisch spelprogramma op BBC Radio 4, gepresenteerd door David Mitchell en, na een pilootaflevering in 2006, sedert 2007 uitgezonden in reeksen van telkens zes afleveringen. Het werkt met een panel van vier deelnemers, die regelmatig terugkomen. Het programma is ontworpen door Graeme Garden en Jon Naismith, die respectievelijk een panellid van Just a Minute en de producer van I'm Sorry I Haven't A Clue zijn.

## Spelverloop
Het programma is een mengeling tussen een quiz en een humoristisch spelletje. Het opzet bestaat erin dat elke deelnemer omtrent een vooraf bepaald thema een tekst moet brengen die volkomen gelogen is, met uitzondering van vijf correcte feiten. Vaak resulteert dit in volstrekt absurde verhalen waarin obscure weetjes zitten verstopt, die meestal vergezocht of ongeloofwaardig zijn. Door middel van een zoemer kunnen de deelnemers de spreker onderbreken wanneer ze menen dat het zojuist vertelde gegeven waar is; hiervoor krijgen ze een punt. Voor elk correct feit dat niet opgemerkt wordt, verdient de verteller zelf een punt. Indien men echter ten onrechte meent dat iets juist is, verliest men een punt, en als gevolg hiervan wordt er doorgaans erg weinig gescoord en eindigen deelnemers zelfs met negatieve scores. In theorie is het zodoende mogelijk om 20 punten te behalen, hetgeen nog nooit voorgekomen is.

## Receptie
De reacties op The Unbelievable Truth waren aanvankelijk gemengd, omdat het minder spontaan is dan Just a Minute en er deswege minder geïmproviseerd wordt. Desalniettemin is het programma populair genoeg om op hetzelfde maandagavondtijdstip te worden uitgezonden. Sommige critici vonden het niet deugen als quiz, maar beschouwen het als genietbaar amusementsprogramma. 
Na de aflevering van 2 november 2009 ontving de BBC vijftig klachten van luisteraars, toen Mitchell de show begonnen was met: het is volstrekt onjuist dat de laatste notitie in het dagboek van Anne Frank luidde: „Vandaag is het mijn verjaardag en mijn papa heeft mij een blikken trommel geschonken”.

## Afleveringen
| Aflevering                | Uitzendingsdatum       | Panelleden                                                     |
| Proefaflevering - 2006    | Proefaflevering - 2006 | Proefaflevering - 2006                                         |
| ------------------------- | ---------------------- | -------------------------------------------------------------- |
| 1. Proefaflevering        | 2006-10-19             | Graeme Garden, Jeremy Hardy, Andy Hamilton, Neil Mullarkey     |
| Reeks 1 - 2007            |                        |                                                                |
| 2. 1-1                    | 2007-04-23             | Marcus Brigstocke, Tony Hawks, Frankie Boyle, Neil Mullarkey   |
| 3. 1-2                    | 2007-04-30             | Alan Davies, Clive Anderson, Jo Brand, Jeremy Hardy            |
| 4. 1-3                    | 2007-05-07             | Alan Davies, Clive Anderson, Jo Brand, Jeremy Hardy            |
| 5. 1-4                    | 2007-05-14             | Sandi Toksvig, Dara Ó Briain, Jo Caulfield, Graeme Garden      |
| 6. 1-5                    | 2007-05-21             | Marcus Brigstocke, Tony Hawks, Frankie Boyle, Neil Mullarkey   |
| 7. 1-6                    | 2007-05-28             | Sandi Toksvig, Dara Ó Briain, Jo Caulfield, Graeme Garden      |
| Reeks 2 - 2008            |                        |                                                                |
| 8. 2-1                    | 2008-05-05             | Phill Jupitus, Simon Evans, Alan Davies, Tony Hawks            |
| 9. 2-2                    | 2008-05-12             | Lucy Porter, Michael McIntyre, Fred MacAulay, Graeme Garden    |
| 10. 2-3                   | 2008-05-19             | Adam Buxton, Ed Byrne, Lee Mack, Tim Vine                      |
| 11. 2-4                   | 2008-05-26             | Phill Jupitus, Simon Evans, Alan Davies, Tony Hawks            |
| 12. 2.5                   | 2008-06-02             | Lucy Porter, Michael McIntyre, Fred MacAulay, Graeme Garden    |
| 13. 2.6                   | 2008-06-02             | Adam Buxton, Ed Byrne, Lee Mack, Tim Vine                      |
| Kerstaflevering 2008      |                        |                                                                |
| 14. 2.7                   | 2008-12-15             | Jack Dee, Armando Iannucci, Sean Lock, Graeme Garden           |
| Reeks 3 - 2009            |                        |                                                                |
| 15. 3.1                   | 2009-03-23             | Lucy Porter, Chris Addison, Graeme Garden, Clive Anderson      |
| 16. 3.2                   | 2009-03-30             | Simon Evans, Tony Hawks, Milton Jones, Johnny Vaughan          |
| 17. 3.3                   | 2009-04-06             | Lucy Porter, Graeme Garden, Clive Anderson, Chris Addison      |
| 18. 3.4                   | 2009-04-13             | Fred MacAulay, Jeremy Hardy, Will Self, Jack Dee               |
| 19. 3.5                   | 2009-04-20             | Sean Lock, Arthur Smith, Sue Perkins, Miranda Hart             |
| 20. 3.6                   | 2009-04-27             | Jack Dee, Jeremy Hardy, Fred MacAulay, Will Self               |
| Reeks 4 - 2009            |                        |                                                                |
| 21. 4.1                   | 2009-10-05             | Reginald D. Hunter, Adam Hills, Shappi Khorsandi, Rhod Gilbert |
| 22. 4.2                   | 2009-10-12             | Clive Anderson, Dom Joly, Fi Glover, Henning Wehn              |
| 23. 4.3                   | 2009-10-19             | Arthur Smith, Phill Jupitus, Tony Hawks, Graeme Garden         |
| 24. 4.4                   | 2009-10-26             | Reginald D. Hunter, Adam Hills, Shappi Khorsandi, Rhod Gilbert |
| 25. 4.5                   | 2009-11-02             | Clive Anderson, Dom Joly, Fi Glover, Henning Wehn              |
| 26. 4.6                   | 2009-11-09             | Arthur Smith, Phill Jupitus, Tony Hawks, Graeme Garden         |
| Nieuwjaarsaflevering 2009 |                        |                                                                |
| 27. 4.7                   | 2009-12-28             | Alan Davies, Rob Brydon, Stephen Fry, John Lloyd               |
| Reeks 5 - 2010            |                        |                                                                |
| 28. 5.1                   | 2010-03-29             | Lucy Porter, Henning Wehn, Graeme Garden, Marcus Brigstocke    |
| 29. 5.2                   | 2010-04-05             | Tony Hawks, Arthur Smith, Phill Jupitus, Catherine Tate        |
| 30. 5.3                   | 2010-04-12             | Charlie Brooker, Liza Tarbuck, Susan Calman, Fred MacAulay     |
| 31. 5.4                   | 2010-04-19             | Graeme Garden, Marcus Brigstocke, Lucy Porter, Henning Wehn    |
| 32. 5.5                   | 2010-04-26             | Tony Hawks, Arthur Smith, Phill Jupitus, Catherine Tate        |
| 33. 5.6                   | 2010-05-03             | Susan Calman, Liza Tarbuck, Fred MacAulay, Charlie Brooker     |
| Reeks 6 - 2010            |                        |                                                                |
| 34. 6.1                   | 2010-09-27             | Chris Addison, Rufus Hound, Susan Calman, Armando Iannucci     |
| 35. 6.2                   | 2010-10-04             | Tony Hawks, Arthur Smith, Henning Wehn, Graeme Garden          |
| 36. 6.3                   | 2010-10-11             | Rhod Gilbert, Kevin Bridges, Lucy Porter, Tom Wrigglesworth    |
| 37. 6.4                   | 2010-10-18             | Chris Addison, Rufus Hound, Susan Calman, Armando Iannucci     |
| 38. 6.5                   | 2010-10-25             | Tony Hawks, Arthur Smith, Henning Wehn, Graeme Garden          |
| 39. 6.6                   | 2010-11-01             | Rhod Gilbert, Kevin Bridges, Lucy Porter, Tom Wrigglesworth    |